# Impasse des Arbalétriers
L'impasse des Arbalétriers (nom d'usage de la voie B/3) est une voie en impasse située dans le 3e arrondissement de Paris.

## Situation et accès
Elle débute au no 38 rue des Francs-Bourgeois et se termine en impasse.

## Origine du nom
L'impasse était un chemin d'accès à un champ de tir dans lequel on s'entraînait à tirer à l'arbalète. Le chemin, et désormais l'impasse, ont ainsi pris le nom des arbalétriers.

## Historique
Au Moyen Âge se trouvait là une allée qui menait à la fois à l'ancien hôtel Barbette et au terrain d'exercice des arbalétriers au pied de l'enceinte de Philippe Auguste.
Cette rue en impasse l'a remplacée. Elle s'ouvre entre deux hôtels du début du XVIIe siècle. Deux corps de logis en encorbellement, datant de 1620 environ, subsistent.
L'impasse mène à une cour, elle-même reliée à la rue Vieille-du-Temple.

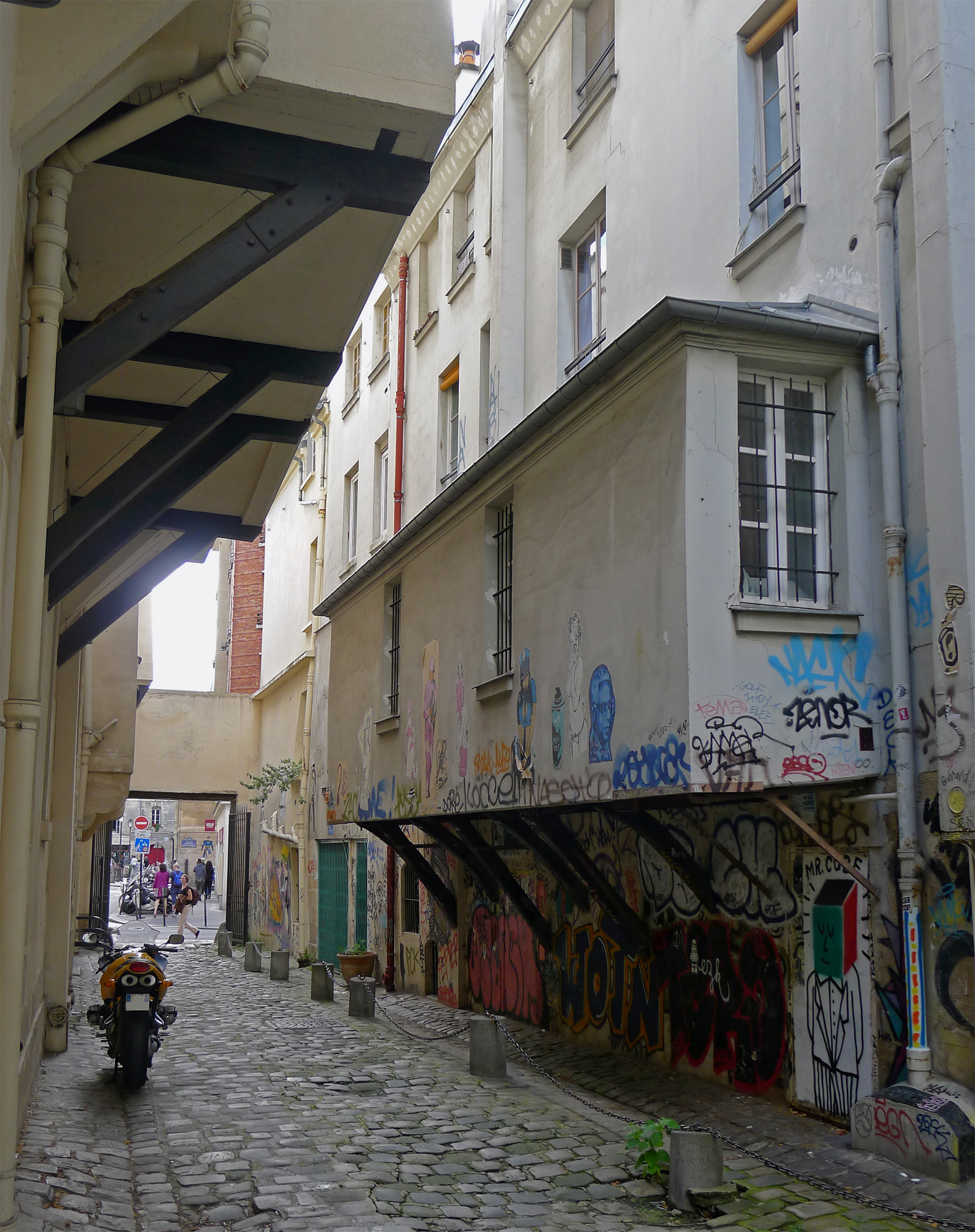
L'impasse vue en direction de la rue des Francs-Bourgeois avec ses logis en encorbellement.

### Le meurtre de Louis d'Orléans

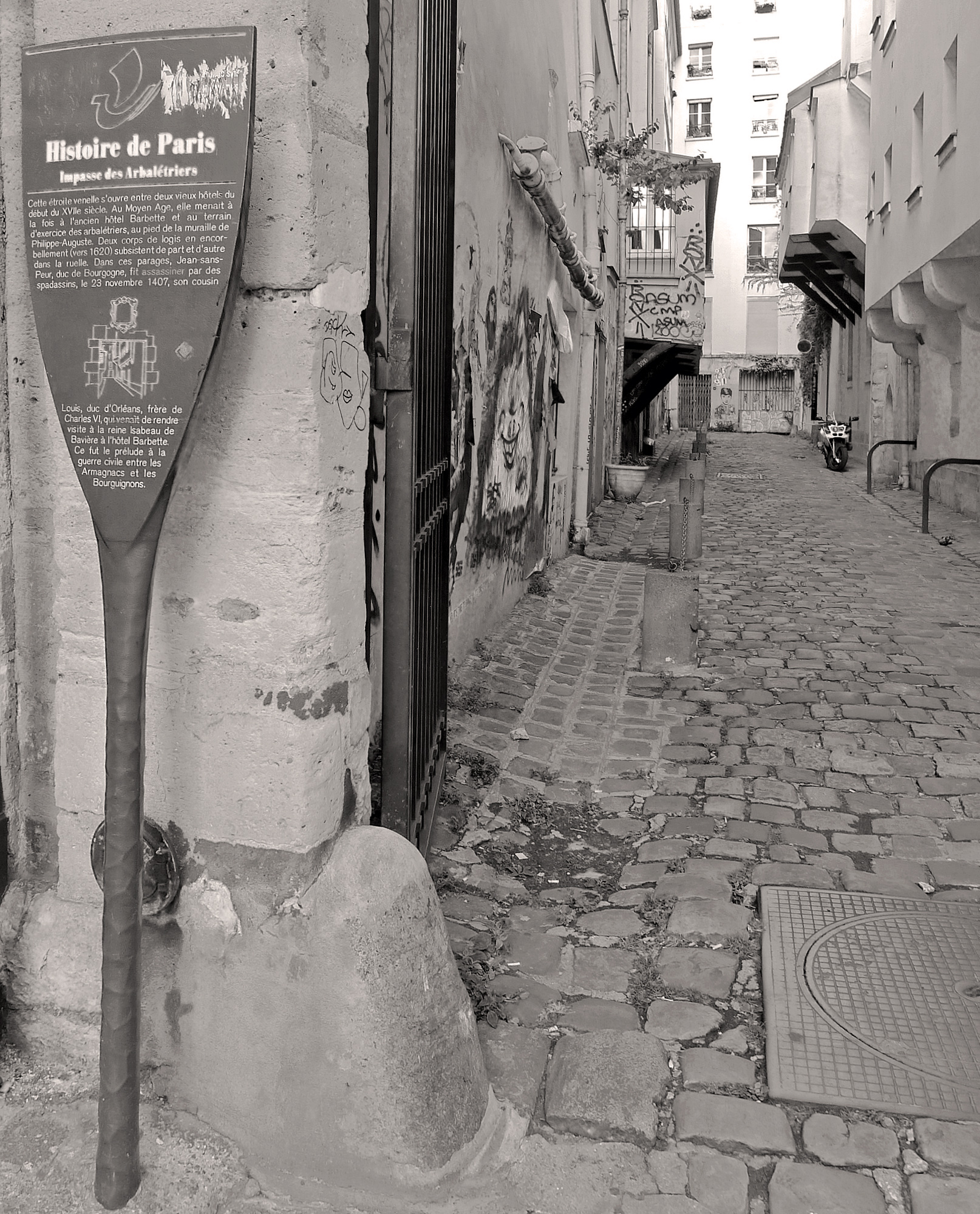
Entrée de l'impasse avec une borne historique rappelant le meurtre de Louis d'Orléans.

Dans ces parages, Jean sans Peur fit assassiner par des soudards à sa solde, le 23 novembre 1407, son cousin le duc Louis Ier d'Orléans, frère de Charles VI alors qu'il venait de rendre visite à la reine Isabeau de Bavière en l'hôtel Barbette.
Ce fut le prélude de la guerre civile entre Armagnacs et Bourguignons. Ces derniers pour l'emporter demandèrent de l'aide aux Anglais qui en profitèrent pour envahir la France en relançant la guerre de Cent Ans.